# Rájec
Rájec település Csehországban, Šumperki járásban. Rájec Zábřeh, Leština, Jestřebí és Zvole településekkel határos. Lakosainak száma 593 fő (2024. január 1.).

## Népesség
A település lakosságának változását az alábbi diagram mutatja:
| Lakosok száma | 642  | 630  | 651  | 505  | 503  | 470  | 488  | 496  | 516  | 593  |
|               | 1869 | 1890 | 1921 | 1950 | 1980 | 2001 | 2017 | 2019 | 2022 | 2024 |